# Communauté de communes rurales des Monts de Flandres
Die Communauté de communes rurales des Monts de Flandre ist ein ehemaliger französischer Gemeindeverband (Communauté de communes) im Département Nord und der Region Nord-Pas-de-Calais. Er wurde am 29. Dezember 1993 gegründet.
Der Gemeindeverband fusionierte 2014 mit der
- Communauté de communes du Pays de Cassel, der
- Communauté de communes du Pays des Géants, der
- Communauté de communes de l’Houtland, der
- Communauté de communes de la Voie romaine und der
- Communauté de communes Monts de Flandre-Plaine de la Lys

und bildete damit die Communauté de communes de Flandre Intérieure.

## Mitglieder
| Code INSEE | Gemeinde          | Maire                | Einwohner    | Fläche    | Bev.dichte    | Delegierte |
| ---------- | ----------------- | -------------------- | ------------ | --------- | ------------- | ---------- |
| 59073      | Berthen           | Patricia Moone       | 517 Einw.    | 518 ha    | 99 Einw./km²  |            |
| 59086      | Boeschepe         | Pierre Bourgeois     | 2012 Einw.   | 1359 ha   | 148 Einw./km² |            |
| 59091      | Borre             | Jean Catteau         | 540 Einw.    | 596 ha    | 91 Einw./km²  |            |
| 59237      | Flêtre            | Marie-Thérèse Ricour | 742 Einw.    | 898 ha    | 82 Einw./km²  |            |
| 59180      | Le Doulieu        | Julien Delassus      | 1227 Einw.   | 1174 ha   | 105 Einw./km² |            |
| 59401      | Méteren           | Béatrice Descamps    | 2114 Einw.   | 1844 ha   | 114 Einw./km² |            |
| 59469      | Pradelles         | Laurent Waymel       | 184 Einw.    | 327 ha    | 56 Einw./km²  |            |
| 59535      | Saint-Jans-Cappel | Dominique Hallynck   | 1472 Einw.   | 796 ha    | 184 Einw./km² |            |
| 59582      | Strazeele         | Elisabeth Gressier   | 681 Einw.    | 469 ha    | 145 Einw./km² |            |
| 59615      | Vieux-Berquin     | Jean-Paul Salomé     | 2185 Einw.   | 2596 ha   | 84 Einw./km²  |            |
| Gesamt     | 10 Gemeinden      | 10 Gemeinden         | 11 674 Einw. | 10 574 ha | 110 Einw./km² | 40         |

## Quelle
- Le SPLAF - (Website zur Bevölkerung und Verwaltungsgrenzen in Frankreich (frz.))